# Clinocentrus cornalus
Clinocentrus cornalus är en stekelart som beskrevs av Chen och He 1997. Clinocentrus cornalus ingår i släktet Clinocentrus och familjen bracksteklar. Inga underarter finns listade i Catalogue of Life.